# N-acetiltransferaza 2
N-acetiltransferaza 2 (arilamin N-acetiltransferaza), takođe poznata kao NAT2, je enzim koji je kod čoveka kodiran NAT2 genom.

## Funkcija
Ovaj gen kodira jedan tip N-acetiltransferaza. NAT2 izozim funkcioniše tako što aktivira i deaktivira arilaminske i hidrazinske lekove i karcinogene. Polimorfizam ovog gena je odgovoran za N-acetilacioni polimorfizam kojim se ljudska populacija segregira u brze, srednje i spore acetilatorne fenotipe. Polimorfizmi NAT2 su takođe povezani za povećanom učestalošću kancera i toksičnošću lekova. Drugi arilaminski N-acetiltransferazni gen (NAT1) je lociran blizo NAT2.

## Predviđanje fenotipa
NAT2 acetilatorni fenotip se može predvideti iz NAT2 genotipa (SNP kombinacije koje data osoba poseduje).

## Literatura
- Vatsis KP; Weber WW; Bell DA;  . (1995). „Nomenclature for N-acetyltransferases.”. Pharmacogenetics. 5 (1): 1—17. PMID 7773298. doi:10.1097/00008571-199502000-00001.
- Windmill KF; McKinnon RA; Zhu X;  . (1997). „The role of xenobiotic metabolizing enzymes in arylamine toxicity and carcinogenesis: functional and localization studies.”. Mutat. Res. 376 (1-2): 153—60. PMID 9202751. doi:10.1016/S0027-5107(97)00038-9.
- Lan Q; Rothman N; Chow WH;  . (2003). „No apparent association between NAT1 and NAT2 genotypes and risk of stomach cancer.”. Cancer Epidemiol. Biomarkers Prev. 12 (4): 384—6. PMID 12692115.
- Ochs-Balcom HM, Wiesner G, Elston RC (2007). „A meta-analysis of the association of N-acetyltransferase 2 gene (NAT2) variants with breast cancer.”. Am. J. Epidemiol. 166 (3): 246—54. PMID 17535831. doi:10.1093/aje/kwm066.
- Sanderson S, Salanti G, Higgins J (2007). „Joint effects of the N-acetyltransferase 1 and 2 (NAT1 and NAT2) genes and smoking on bladder carcinogenesis: a literature-based systematic HuGE review and evidence synthesis.”. Am. J. Epidemiol. 166 (7): 741—51. PMID 17675654. doi:10.1093/aje/kwm167.
- Nicholas C. Price; Lewis Stevens (1999). Fundamentals of Enzymology: The Cell and Molecular Biology of Catalytic Proteins (Third изд.). USA: Oxford University Press. ISBN 019850229X.
- Eric J. Toone (2006). Advances in Enzymology and Related Areas of Molecular Biology, Protein Evolution (Volume 75 изд.). Wiley-Interscience. ISBN 0471205036.
- Branden C; Tooze J. Introduction to Protein Structure. New York, NY: Garland Publishing. ISBN 0-8153-2305-0.
- Irwin H. Segel. Enzyme Kinetics: Behavior and Analysis of Rapid Equilibrium and Steady-State Enzyme Systems (Book 44 изд.). Wiley Classics Library. ISBN 0471303097.